# Lijst van voetbalinterlands België - IJsland (vrouwen)
Deze lijst van voetbalinterlands is een overzicht van alle officiële voetbalinterlands tussen de nationale vrouwenteams van België en IJsland. De landen hebben tot nu toe vier keer tegen elkaar gespeeld.

## Wedstrijden
| № | Plaats     | Datum             | Competitie           | Wedstrijd        | Uitslag |
| - | ---------- | ----------------- | -------------------- | ---------------- | ------- |
| 1 | Reykjavik  | 21 september 2011 | EK 2013 kwalificatie | IJsland − België | 0 − 0   |
| 2 | Dessel     | 4 april 2012      | EK 2013 kwalificatie | België − IJsland | 1 − 0   |
| 3 | Lagos      | 2 maart 2016      | Algarve Cup 2016     | IJsland − België | 2 − 1   |
| 4 | Manchester | 10 juli 2022      | EK 2022              | België − IJsland | 1 − 1   |

## Samenvatting
| Competitie      | Totaal gespeeld | Winst België | Gelijk | Winst IJsland | Doelsaldo België – IJsland |
| --------------- | --------------- | ------------ | ------ | ------------- | -------------------------- |
| EK-eindronde    | 1               | 0            | 1      | 0             | 1 − 1                      |
| EK-kwalificatie | 2               | 1            | 1      | 0             | 1 − 0                      |
| Algarve Cup     | 1               | 0            | 0      | 1             | 1 − 2                      |
| Totaal          | 4               | 1            | 2      | 1             | 3 − 3                      |